# Euechinoidea

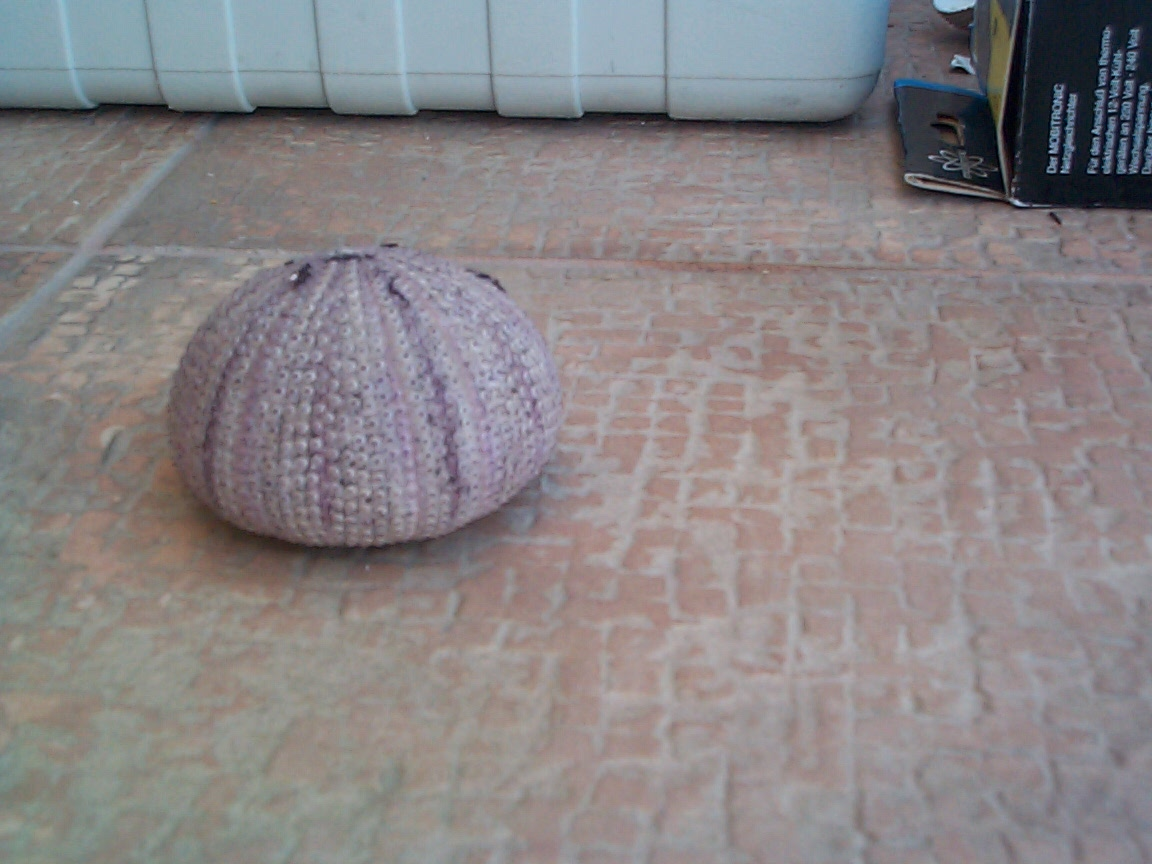
Tengerisün

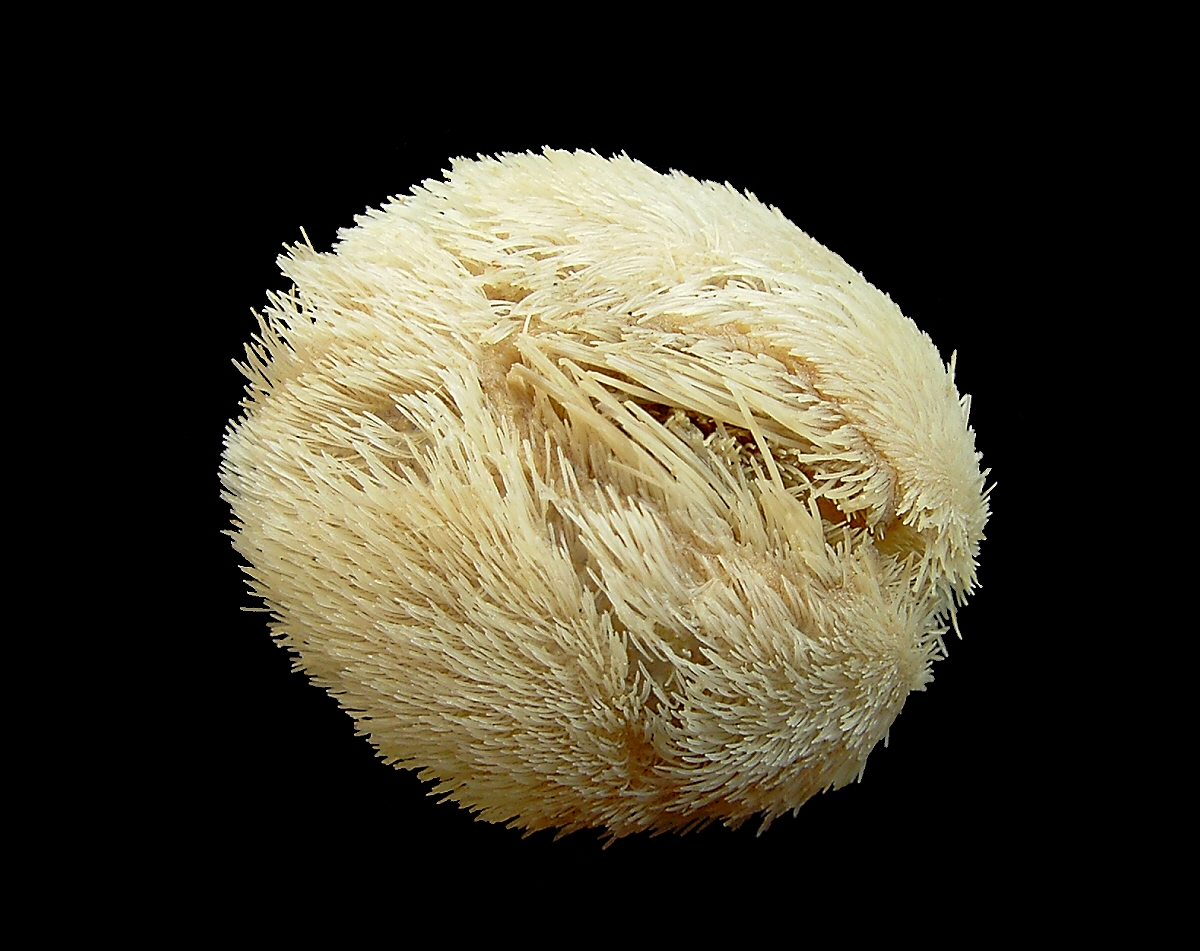
Echinocardium cordatum

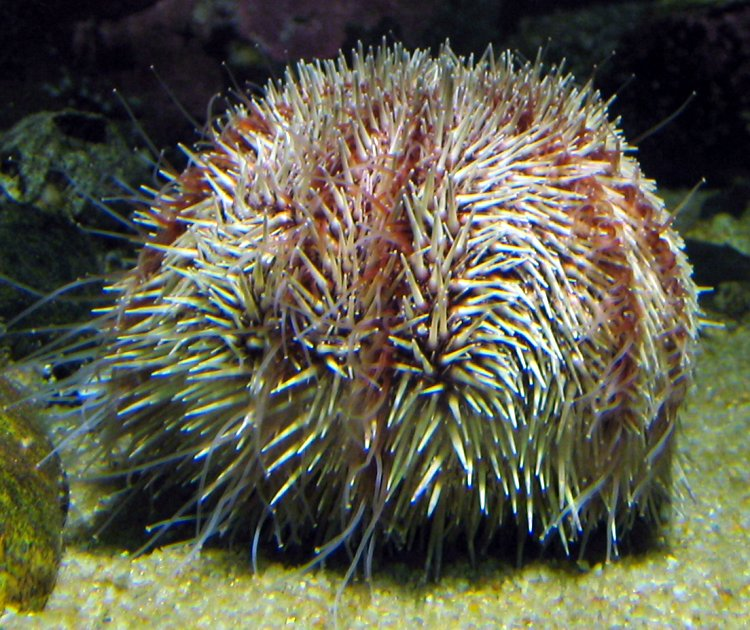

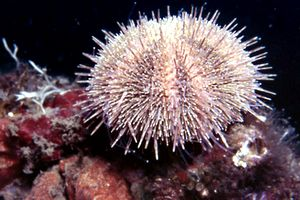

Az Euechinoidea alosztály a tüskésbőrűek (Echinodermata) törzsének a tengerisünök (Echinoidea) osztályába tartozik. A legtöbb tengerisün ide tartozik.

## Rendszerezés

### Atelostomata
- Cassiduloida rend
  - Apatopygidae család
  - Cassidulidae család
  - Echinolampadidae család
  - Neolampadidae család
  - Pliolampadidae család
- Spatangoida rend
  - Asterostomatidae család
  - Aeropsidae család
  - Hemiasteridae család
  - Palaeostomatidae család
  - Pericosmidae család
  - Schizasteridae család
  - Calymnidae család
  - Holasteridae család
  - Pourtalesiidae család
  - Urechinidae család
  - Brissidae család
  - Brissopsidae család
  - Loveniidae család
  - Spatangidae család
  - Toxasteridae család

### Diadematacea
- Diadematoida rend
  - Aspidodiadematidae család
  - Diadematidae család
  - Lissodiadematidae család
  - Micropygidae család
- Echinothurioida rend
  - Echinothuriidae család
- Pedinoida rend
  - Pedinidae család

### Echinacea
- Arbacioida rend
  - Arbaciidae család
- Echinoida rend
  - Echinidae család
  - Echinometridae család
  - Parasaleniidae család
  - Strongylocentrotidae család
- Phymosomatoida rend
  - Phymosomatidae család
  - Stomechinidae család
- Salenioida rend
  - Saleniidae család
- Temnopleuroida rend
  - Temnopleuridae család
  - Toxopneustidae család

### Gnathostomata
- Homokdollárok (Clypeasteroida) rend
  - Arachnoididae család
  - Clypeasteridae család
  - Fibulariidae család
  - Laganidae család
  - Rotulidae család
  - Astriclypeidae család
  - Dendrasteridae család
  - Echinarachniidae család
  - Mellitidae család
- Holectypoida rend – kihalt